# Cullen pallidum
Cullen pallidum là một loài thực vật có hoa trong họ Đậu. Loài này được (N.T. Burb.) J.W. Grimes miêu tả khoa học đầu tiên năm 1996.